# Franc Ban
Franc Ban, slovenski skladatelj, organist in pedagog, * 21. marec 1953, Beograd.

## Življenjepis
Rodil se je v Beogradu. Oče je bil Franc, mati Rozika. Oba sta bila doma iz okolice Krškega. Imel je starejšo sestro Anico, ki se je poročila v Beogradu. Bil je vseskozi zaveden Slovenec, pošten fant in veren katoličan, uspešen organist ter pevovodja v Beogradu v več cerkvah, zlasti v matični Plečnikovi Cerkvi sv. Antona. Po očetovi smrti se je mati - ki je dobro poznala Korošca in druge slovenske politike v Jugoslaviji ter imela visoko razvit umetniški čut - tik pred razpadom Jugoslavije preselila v Slovenijo.
Študij kompozicije je na Akademiji za glasbo v Ljubljani končal leta 1979. Na glasbeni šoli Franc Šturm v Ljubljani poučuje orgle.
Med letoma 1992 in 1997 je bil član Državnega sveta Republike Slovenije.